# LilyPond
GNU LilyPond — свободный нотный редактор и язык разметки, разработанный голландскими программистами и музыкантами — валторнистом Хан-Веном Нинхуисом и скрипачом Яном Ньюенхайзеном — и предназначенный для создания музыкальных партитур путём компиляции файла из текста, набранного особым образом (используется технология ΤΕΧ). Программа изначально рассчитана на работу под GNU/Linux, существуют также версии для Microsoft Windows и Apple Mac OS. LilyPond написан на C++ и в своей работе использует библиотеку языка Scheme.
Процесс создания партитуры в LilyPond напоминает программирование: выходной файл компилируется в соответствии с текстом, набранным по определённым правилам. Освоение этого «языка» требует некоторых навыков. Программа создаёт несколько файлов: сначала промежуточный (в формате PostScript, SVG, ΤΕΧ и др.), который затем преобразуется в PDF или другие форматы (PNG, DVI). LilyPond также способен создавать MIDI-файлы (указание на создание файла задаётся в самом файле с нотами, а не в виде параметра командной строки).
В отличие от других нотных редакторов (Finale, Sibelius и др.) LilyPond не имеет графического интерфейса и не поддерживает WYSIWYG: программа сама определяет оптимальное расположение элементов партитуры на странице (например, количество тактов в строке или расстояние между нотами); при этом есть возможность управления вёрсткой с помощью указателей необходимых параметров в исходном файле.
Единственная кодировка, которую понимает LilyPond, — UTF-8. Это позволяет использовать текст на разных языках (например, на русском, греческом, иврите, японском) в одном и том же файле. Первая строка сообщает редактору Emacs, что этот файл следует читать и записывать в UTF-8. Если использовать не Emacs, а какой-либо другой редактор, важно убедиться, что текст действительно сохраняется в кодировке UTF-8; в противном случае наличие любых не-ASCII символов вызовет ошибку.

## Примеры кода
Пример 1
Гамма «До мажор»:
```
{ c'8  d'  e'  f'  g'  a'  b'  c''
  c''  b'  a'  g'  f'  e'  d'  c' }
```

Код языка LilyPond можно написать в любом текстовом редакторе. Имя файла указывается с расширением .ly.
Пример 2
Текст, идущий за знаком процента (%) — это комментарий. Двойные знаки процента используются здесь для удобочитаемости.
В LilyPond ноты вводятся в формате нота, октава и длительность; октава задаётся серией запятых или апострофов, каждый из которых, соответственно, понижает или повышает ноту на одну октаву. Например, a'4 обозначает ноту ля (A), на октаву выше базовой, длительностью в одну четвёртую. Синтаксисом предусмотрено правило: все остальные модификаторы — в том числе открывающие скобки, которые по обычным правилам должны были бы быть до ноты — добавляются после ноты, так d8[ c] означает пару восьмых нот, соединённых общим ребром, что обозначается квадратными скобками.
```
%% Тема из "Огнедышащих", самодельной игры NES, находящейся в вечной

%% разработке. Композитор Urpo Lankinen.

%% Примечание: Композитор сделал этот исходный код доступным Википедии под

%% лицензией GFDL. Некоторые предыдущие версии этого кода могут также быть

%% доступны под лицензией CC BY-SA.

%% В этом файле используются обозначения нот, принятые в Европе и в России

%% (например, вместо употребляемых американцами "F#" и "Bb", использованы 

%% "Fis" и "Bes" соответственно).

%% Голландские названия нот используются по умолчанию.

\include
 "suomi.ly"

%% Необязательная подсказка для обновления языка.

\version
 "2.18.0"

%% Заголовки.

\header
 
{

    title = "Theme to ``Fire Breathers!''"
    instrument = "For the 2A03 or SID"
    composer = "Urpo Lankinen"
    enteredby = "Urpo Lankinen"
    updatedby = "Jan Nieuwenhuizen"
    date = "June 2005"

}

Melody = 
\relative
 c'' 
{

   
\clef
 treble
   
\time
 3/4
   
\key
 a 
\minor

   
%% Пьеса начинается с затакта длиной в четверть, "\partial 4"

   
%% на это и указывает.

   
\partial
 4
   a4 | e'4.( d8[ c]) r8 | d4.( c8[ h]) r8 | a2. | e2
   a4 | e'4.( d8[ c]) r8 | d4.( e8[ f]) r8 | e2. | r2
   e4 |  f4.( e8[ d]) r8 | d4.( c8[ h]) r8 | a2. | e2
   a4 | e'4.( d8[ c]) r8 | d4.( c8[ h]) r8 | a2. ~ a2 r4 | 
\bar
 "|."

}

%% Второй голос.

SecondVoice = 
\relative
 c 
{

   
\clef
 bass
   
\time
 3/4
   
\key
 a 
\minor

   
\partial
 4
    r4 | e2.              | d2.             | a2. | e2
    a4 | e'2.             | d2       f4     | e2. | r2.
       |  f2.             | d2.             | a2. | e2
    a4 | e'2.             | d2       h4     | a2. ~ a2 r4 | 
\bar
 "|."

}

%% Мелодии, слова и аккорды могут присваиваться переменной и затем

%% *повторно использоваться* где-либо ещё. Здесь представлены три

%% различных шаблона аккомпанемента используемые для сопровождения

%% всей мелодии.

AccompA = 
\relative
 c 
{
 a4 e'8 a, e' a, | 
}

AccompB = 
\relative
 c 
{
 g4 d'8 g, d' g, | 
}

AccompC = 
\relative
 c 
{
 e,4 h'8 e, h' e, | 
}

Accompaniment = 
{

   
\clef
 bass
   
\time
 3/4
   
\key
 a 
\minor

   
\partial
 4
    r4 | 
\AccompA
 
\AccompB
 
\AccompA
 
\AccompA

        
\AccompA
 
\AccompB
 
\AccompA
 
\AccompA

        
\AccompC
 
\AccompC
 
\AccompA
 
\AccompA

        
\AccompA
 
\AccompB
 
\AccompA
 | a2 r4 | 
\bar
 "|."

}

%% Высокоуровневое определение музыки.

<<
  
\new
 Staff 
\Melody

  
\new
 Staff 
\Accompaniment

  
\new
 Staff 
\SecondVoice

>>

```

#### Пример 3
Простая мелодия для скрипки, тут показана возможность использования вывода MIDI и затакта.
```
%% Указание версии lilypond и Английской системы названия нот

\version
 
"2.24.2"

\language
 
"english"

%% Заглавие и композитор указаны здесь

\header
 
{

  
title
 
=
 
"Violin Piece №1"

  
composer
 
=
 
"Пользователь Русской Википедии Mister Belegro"

}

%% Глобальные настройки (в основном необходимо для партитур с больше,

%% чем одним инструментом.)

global
 
=
 
{

  
\key
 
c
 
\major

  
\time
 
4/4

  
\partial
 
8

}

%% Мелодия для скрипки написана здесь

scoreAViolinI
 
=
 
\relative
 
c''
 
{

  
\global

  
c
 
e
 
g
 
a,
8
 
b
 
c
4
 
e
 
g
 
d
8
 
e
 
c
4
 
e
 
g
 
d
8
 
e

  
c
4
 
g
 
a
2
 
a
8
 
b
 
c
1

}

%% Настройки MIDI

scoreAViolinIPart
 
=
 
\new
 
Staff
 
\with
 
{

  
midiInstrument
 
=
 
"violin"

}
 
\scoreAViolinI

%% Сбор всего воедино

\score
 
{

  
<<

    
\scoreAViolinIPart

  
>>

  
\layout
 
{
 
}

  
\midi
 
{

    
\tempo
 
4
=
100

  
}

}

```

## Особенности
Достоинства
- Возможность создавать высококачественные партитуры практически любого уровня — от простых одноголосных мелодий до больших оркестровых партитур;
- Возможность быстро изменять содержимое файла, просто редактируя текст;
- Малое потребление системных ресурсов;
- Небольшой размер входящих файлов; исходящий pdf-файл также в несколько раз меньше соответствующего отсканированного изображения;

Создатели программы провели большую работу над музыкальными шрифтами, нотами и знаками, используемыми в программе: за основу были взяты издательские технологии XIX века.
Ещё одной из уникальных особенностей GNU LilyPond является тот факт, что работа в нём возможна даже для людей со значительными ограничениями здоровья, например, для полностью слепых, тогда как альтернативными графическими редакторами такие люди пользоваться не имеют возможности.
Доступность программы для людей с ограниченными возможностями является официально декларируемой особенностью продукта, которая отдельно подчёркивается самими разработчиками.
Недостатки
- Относительная сложность в освоении «языка» написания исходных файлов;
- Достаточно слабая реализация механизма конвертации MIDI

## Набор утилит
LilyPond включает в себя несколько утилит:
- convert-ly — конвертер файлов старых версий LilyPond в новые.
- lilymidi.
- lilypond — выводит результат обработки кода в форматы PDF, PNG, PS.
- lilypond-book.
- lilypond-invoke-editor.
- lilysong.
- Конвертеры некоторых файлов в формат LilyPond:
  - abc2ly — языка разметки музыкальной нотации ABC.
  - musicxml2ly — языка разметки музыкальной нотации musicXML.
  - etf2ly — нотного редактора Finale.
  - midi2ly — MIDI.

## Взаимодействие с другими программами
Некоторые графические нотные редакторы, такие как Canorus, Denemo, NoteEdit, Rosegarden — могут экспортировать файлы в формате LilyPond. Прежние версии MuseScore могли экспортировать файлы в формате LylyPond, в нынешних такая возможность убрана — вместо неё предлагается экспорт в MusicXML. MuseScore может также импортировать такие файлы.
В 2007 был выпущен LilyKDE — плагин для текстового редактора kate, упрощающий набор партитур в kate. К 2008 году он развился в отдельную программу — Frescobaldi, изначально работавшую в KDE 4, но к 2011 переписанную с нуля и ставшую кроссплатформенной.
С помощью модуля OOoLilyPond возможна интеграция файла Lilypond в документ OpenOffice.org.
Существует плагин LilyPondTool к редактору jEdit.
sib2ly — комплекс из плагина к Sibelius и программы на Ruby, позволяющих конвертировать партитуры в формат LilyPond. На данный момент реализована только часть возможностей Sibelius.
В состав LilyPond входит программа lilypond-book, позволяющая использовать разметку LilyPond в LaTeX, HTML, Texinfo и DocBook: lilypond-book извлекает разметку LilyPond, генерирует изображения нотных фрагментов в формате PostScript либо PNG, после чего заменяет разметку командами вставки соответствующих изображений.